# Fondmetal GR01
O GR01 é o modelo da Fondmetal da temporada de 1992 da F1. 
Foi guiado por Andrea Chiesa e Gabriele Tarquini.